# 藤田紗江子
藤田 紗江子は、日本の女優。

## 出演

### テレビドラマ
- スーパーポリス - 金沢美津子（婦警） 役
- あぶない刑事 第28話「決断」 - 若菜京子 役[1]

### OVA
- 街角のメルヘン - 裕子 役